# Storm of the Light's Bane
Storm of the Light's Bane es el segundo álbum de la banda sueca de black metal melódico, Dissection. Fue lanzado en 1995 por Nuclear Blast Records, también se lanzó una edición especial digipack limitada a 500 copias. En 2002 fue lanzado de nuevo en digipack pero esta vez incluyendo el EP de 1997 Where Dead Angels Lie como bonus track. En 2006 fue de nuevo relanzado, esta vez por Black Horizon Music The End Records, que incluye dos discos: el primero es la versión original y en el segundo se incluye una versión inédita del álbum, el EP de Where Dead Angels Lie, más otro Demo inédito de 1994. Al igual que con el primer álbum, Kristian Wahlin hizo el arte de la cubierta.

## Lista de canciones
| N.º | Título                                    | Escritor(es)            | Duración |  |
| 1.  | «At the Fathomless Depths»                | Nödtveidt               | 1:56     |  |
| 2.  | «Night's Blood»                           | Nödtveidt/Zwetsloot     | 6:41     |  |
| 3.  | «Unhallowed»                              | Nödtveidt/Norman/Särkkä | 7:28     |  |
| 4.  | «Where Dead Angels Lie»                   | Nödtveidt               | 5:53     |  |
| 5.  | «Retribution (Storm of the Light's Bane)» | Nödtveidt/Zwetsloot     | 4:51     |  |
| 6.  | «Thorns of Crimson Death»                 | Nödtveidt/Norman        | 8:06     |  |
| 7.  | «Soulreaper»                              | Nödtveidt/Norman        | 6:56     |  |
| 8.  | «No Dreams Breed in Breathless Sleep»     | Alexandra Balogh        | 1:26     |  |

### Relanzamiento de 2002
| N.º | Título                                | Duración |  |
| 1.  | «Where Dead Angels Lie (Demo)»        | 6:11     |  |
| 2.  | «Elisabeth Bathory (Tormentor Cover)» | 5:06     |  |
| 3.  | «Antichrist (Slayer Cover)»           | 2:45     |  |
| 4.  | «Feather's Fell»                      | 0:53     |  |
| 5.  | «Son Of Mourning»                     | 3:14     |  |

### Relanzamiento de 2006
| N.º | Título                                    | Duración |  |
| 1.  | «At the Fathomless Depths»                | 2:00     |  |
| 2.  | «Night's Blood»                           | 6:43     |  |
| 3.  | «Unhallowed»                              | 7:31     |  |
| 4.  | «Where Dead Angels Lie»                   | 5:57     |  |
| 5.  | «Retribution - Storm Of The Light's Bane» | 4:51     |  |
| 6.  | «Feathers Fell»                           | 0:54     |  |
| 7.  | «Thorns Of Crimson Death»                 | 8:07     |  |
| 8.  | «Soulreaper»                              | 6:56     |  |
| 9.  | «No Dreams Breed In Breathless Sleep»     | 1:32     |  |
| 10. | «Night's Blood»                           | 7:14     |  |
| 11. | «Retribution - Storm Of The Light's Bane» | 5:12     |  |
| 12. | «Elisabeth Bathori»                       | 5:05     |  |
| 13. | «Where Dead Angels Lie»                   | 6:10     |  |
| 14. | «Antichrist»                              | 2:44     |  |
| 15. | «Son Of The Mourning»                     | 3:13     |  |

## Créditos y personal
Miembros
- Jon Nödtveidt – voces, guitarra
- Johan Norman – guitarra
- Peter Palmdahl – bajo
- Ole Öhman – batería

Diseño de portada
- Kristian Wahlin